# Agapetus rectigonopoda
Agapetus rectigonopoda är en nattsländeart som beskrevs av Lazar Botosaneanu 1957. Agapetus rectigonopoda ingår i släktet Agapetus och familjen stenhusnattsländor. Inga underarter finns listade i Catalogue of Life.